# Bertel Haarder

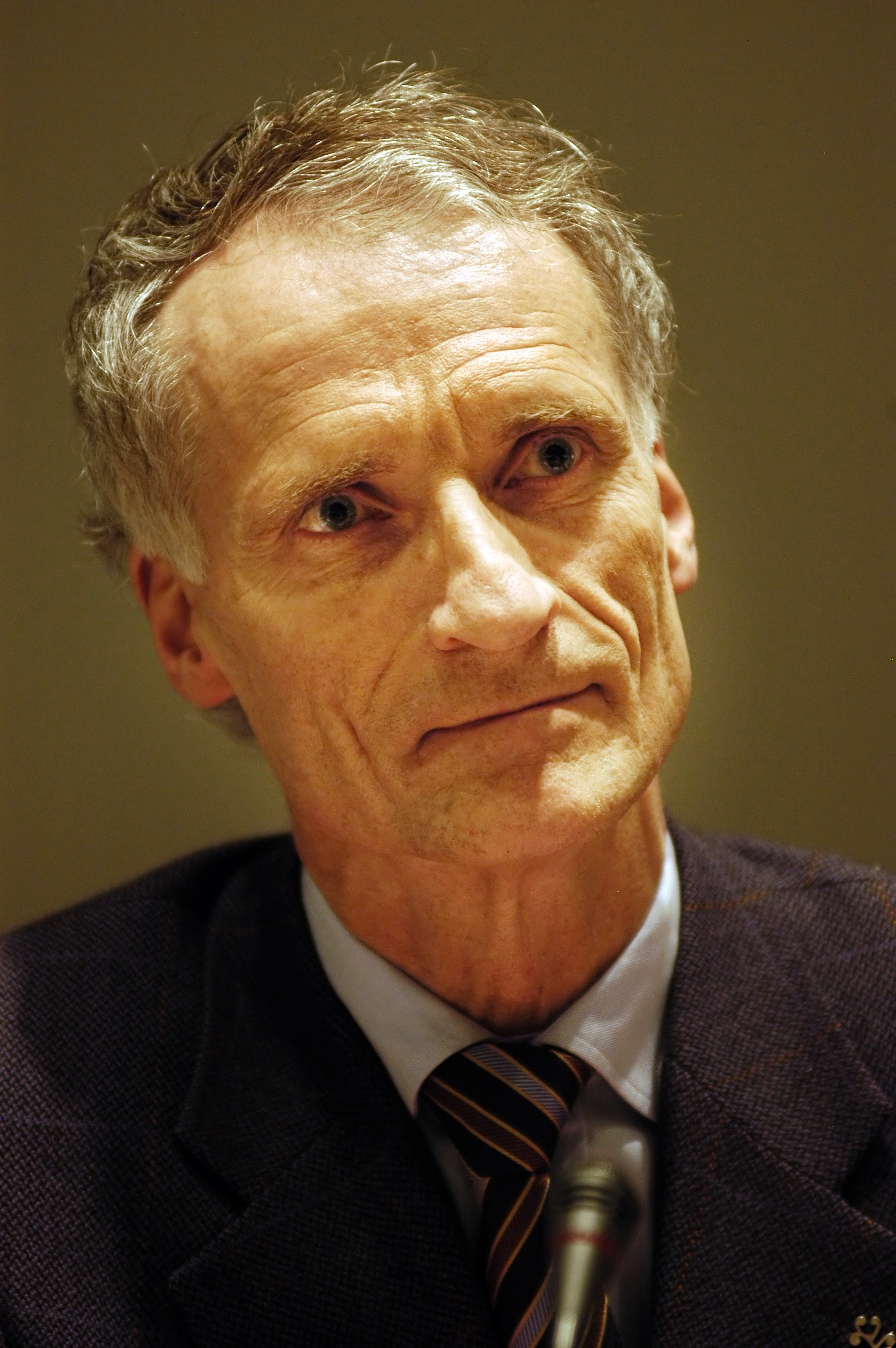
Bertel Haarder 2005.

Bertel Geismar Haarder, född den 7 september 1944 i Rønshoved, är en dansk politiker från partiet Venstre.
Haarder har varit folketingsledamot 1975–1999 och sedan 2005. Han har varit minister i flera regeringar sedan 1982. Från den 28 juni 2015 var han kultur- och kyrkominister. Efter att han den 8 oktober 2016 blivit den minister som sammanlagt suttit längst tid sedan demokratins genombrott i Danmark lämnade han regeringen vid ombildningen den 28 november samma år.